# Майкл Педжет
Майкл Педжет (англ. Michael Paget) (також відомий як Педж) — валійський музикант, співак, композитор, та гітарист. Народився 12 вересня 1979 року в місті Брідженд, Уельс.

## Кар'єра
Він є головним гітаристом в уельському металкор-гурті Bullet for My Valentine. У гурті з моменту його формування в 1998 році. У гурті грає разом з Меттью Таком (вокал, ритм-гітара), Джейсоном Джеймсом (бас-гітара, бек-вокал) та Майклом Томасом (барабани).
Він випустив п'ять альбомів разом з Bullet for My Valentine: 2005 — The Poison, 2008 — Scream Aim Fire, 2010 — Fever та в 2013 — Temper Temper, 2015 — Venom.

## Цікаві факти
Майкл почав освоювати гітару з 9-ти років, але всерйоз грою захопився тільки після 20-ти, його найпершою гітарою стала Noisemaker 3000. Педж, так його називають у гурті, виконує роль ведучого гітариста. Він заручений, його дівчину звуть Керолайн. Майкл обожнює слухати групу Iron Maiden — це його улюблена група, також він не байдужий до музичних груп Pantera та Metallica. Майкл, як і його друг і напарник по гітарі Метью навчався в Брідгенском коледжі. Що стосується шкідливих звичок, то вони присутні повною мірою, Майкл багато курить, а також він небайдужий до алкоголю. Як говорить сам Майкл — найулюбленіші його захоплення це гра на гітарі та напиватися в устілку.